# アエゴセラス
アエゴセラス（学名：Aegoceras）は、前期ジュラ紀（イングランド）に生息し、広く間隔が空いた肋を持つ進化的なアンモナイトの属であり、エオデロセラス上科リパロセラス科に属する。近縁の属にはレパロセラスとベアニセラスがいる。